# León X y dos cardenales
León X y dos cardenales (en italiano, Leone X tra i cardinali Giulio de' Medici e Luigi de' Rossi) es una pintura del artista renacentista italiano Rafael Sanzio, que data de 1518-1519. Es una pintura al óleo sobre tabla con unas dimensiones de 155 centímetros de alto y 118 cm de ancho. Se conserva en la Galería de los Uffizi de Florencia, Italia.
Es una gran obra maestra de Rafael, posiblemente la única obra que ejecutó sin ayuda de asistentes durante sus últimos años, y retrata a su amigo, el papa León X con dos primos, los cardenales Julio de Médici (futuro papa Clemente VII, a la izquierda) y Luis de Rossi (a la derecha).
Este «retrato de grupo» (que creó sensación, por inexistencia de precedentes) está centrado en la figura central del papa. Los dos cardenales, Luis de Rossi a la derecha de León (cuyos agudos rasgos, modelados por un fuerte efecto de claroscuro, sugiere la mano de Giulio Romano) y Julio de Médici a su izquierda, actúan probablemente como escolta, debido a la reciente conjura del cardenal Petrucci, que fue descubierto y condenado a muerte. Un libro de oraciones iluminado queda abierto sobre la mesa frente al papa León, que sostiene una lupa para hojearlo. Sobre la misma mesa descansa una campana de mano finamente trabajada. Tales objetos revelan indudablemente los gustos exquisitos del papa que era un activo mecenas de las artes. La bola por encima de la silla del papa evoca las heráldicas bolas de ábaco símbolo de la familia Médici.

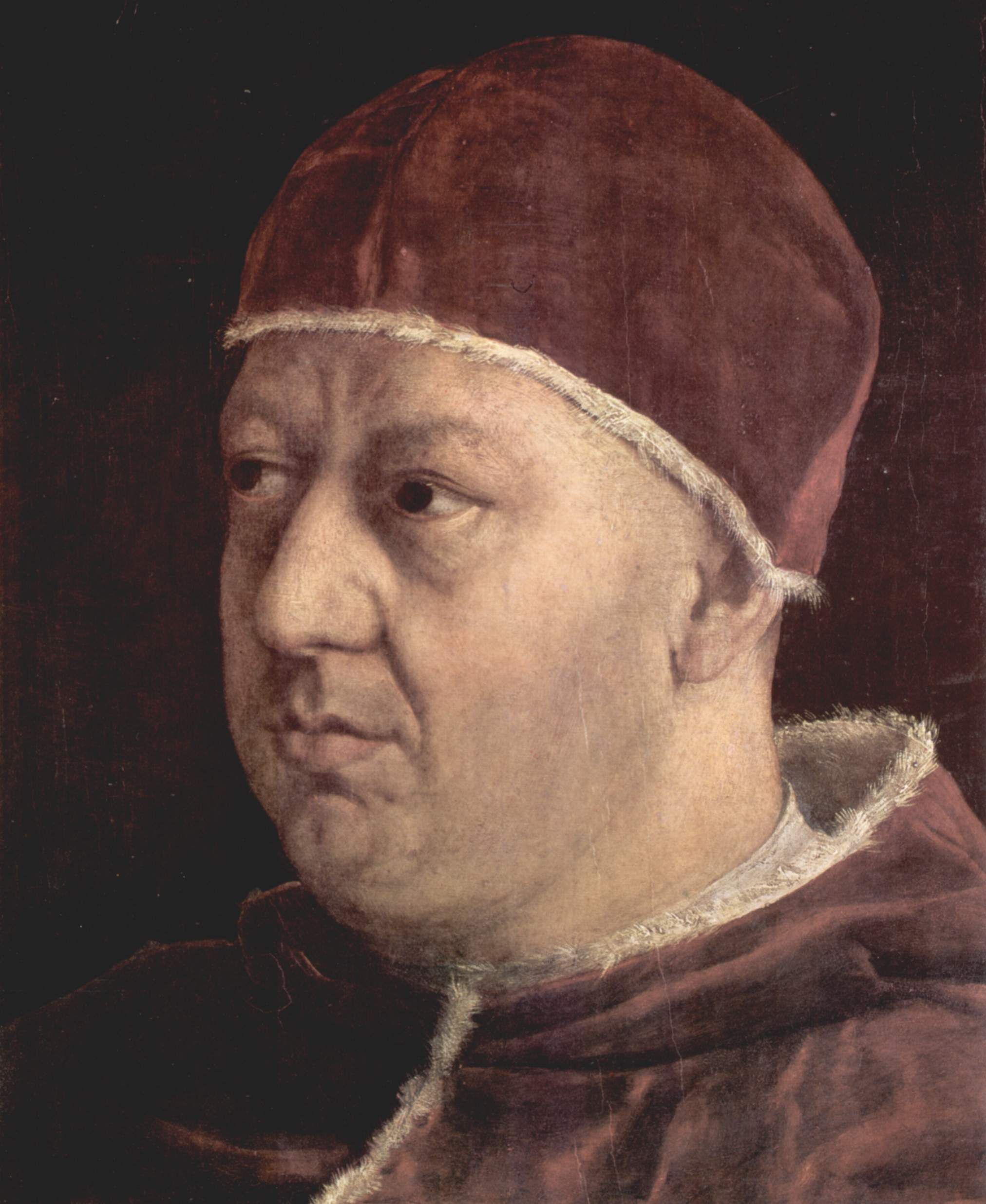
Detalle con el rostro de León X

Quizá aquellos que relacionan el nombre de Rafael sólo con bellas Vírgenes e idealizadas figuras del mundo clásico pueden sorprenderse con este retrato. Nada hay idealizado en la cabeza ligeramente inflada del miope papa, que acaba de examinar el antiguo manuscrito (parecido en cuanto a estilo y periodo al Salterio de la Reina María). Los terciopelos y damascos en sus variados y ricos tonos se añaden a la atmósfera de pompa y poder, anticipando el barroco. Pero puede imaginarse bien que estos hombres no están cómodos, ya que eran tiempos de perturbación. Al tiempo de confeccionarse este retrato, Lutero había atacado al papa por la forma en que reunía fondos para la nueva Basílica de San Pedro. Era Rafael a quien León X encomendó esta construcción después de la muerte de Bramante en 1514, y por lo tanto se había convertido también en un arquitecto, diseñador de iglesias, villas y palacios y estudioso de las ruinas de la antigua Roma.
El tono uniforme del color, expresado en varios matices rojos, la serena atmósfera, alusiva al poder del papa y el esplendor de esta corte; y la armonía compositiva, hacen de este retrato una de las obras más admiradas y significativas de Rafael.